# Per Sivle

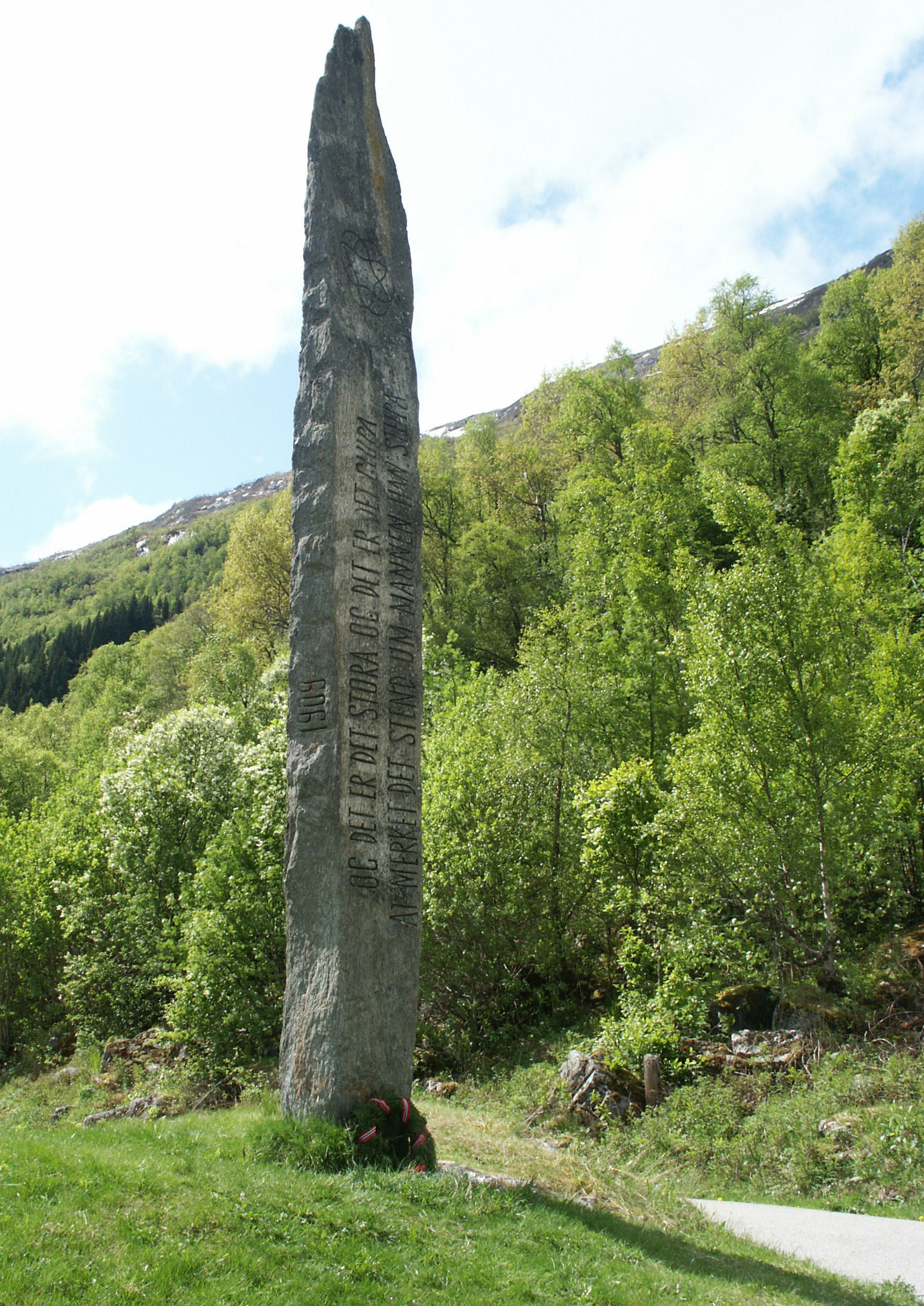
Gedenkstein in Stalheim

Per Sivle (* 6. April 1857 in Flåm; † 6. September 1904 in Kristiania) war ein norwegischer Schriftsteller.

## Leben
Sivle wurde als Sohn des Viehtreibers Eirik Sivle in der Gemeinde Aurland im Fylke Sogn og Fjordane geboren. Als er zwei Jahre alt war, starb seine Mutter Susanna Andersdotter Ryum, und sein Vater zog mit ihm nach Stalheim in der Gemeinde Voss in Hordaland. Von 1883 bis 1891 arbeitete Sivle als Journalist für die Zeitungen Buskeruds Amtstidende und Kristianiaposten. Sivle lebte einige Zeit auch in Dänemark, Deutschland und England.
Er war mit Wenche von der Lippe Nilsen verheiratet und hatte eine 1888 geborene Tochter, Susanna.
Sivle beging 1904 Selbstmord. Er wurde in Drammen begraben. 1909 wurde in Stalheim ein Gedenkstein errichtet.

## Werke

### Romane
- Streik (1891) – deutsch Streik (1906)

### Kurzprosa
- Sogor (1887)
- Vossa-Stubbar (1887)
- Nye Vossa-Stubbar (1894)

### Gedichte
- En Digters Drøm. Tidsaanden tilegnet. (1878)
- Noreg (1894)
- Olavs-Kvæde (1901)
- En Fyrstikke og andre Viser (1898)